# Сагындыков, Рахимжан Сагындыкович
Рахимжан Сагындыкович Сагындыков (15 января 1904; Атырауская область, Казахская ССР, СССР — 1991; Атырау) — советский и казахский инженер — нефтяник, геолог. Заслуженный геолог-разведчик Казахской ССР (1961).

## Биография
Рахимжан Сагындыкович Сагындыков родился 15 января 1904 года в Атырауской области.
В 1934 году Окончил Бакинскую промышленная академия
В 1920 по 1924 годы рабочий, грузчик на предприятиях треста «Эмбанефть»
В 1924 по 1965 годы заведующий отделом бурения треста «Эмбанефть», директор нефтепромыслов «Макат», «Байчунас», «Джаксымай», «Искене», «Косчагыл», управляющий трестом «Актюбнефтеразведка», «Казнефтеразведка», директор конторы бурения ОКН, пр. Кульсары, Заместитель начальника ЗКГУ, г. Гурьев, Начальник Жетыбайской экспедиции глубокого бурения.
С 1965 года Персональный пенсионер союзного значения.
Скончался 1991 года.

## Награды и звания
- За заслуги в развитии геологоразведочных работ и укрепления минерально-сырьевых ресурсов Казахстана в 1961 года ему присвоено почетное звание «Заслуженного геолога-разведчика Казахской ССР» с вручением Почетной грамоты Верховного Совета КазССР.
- Орден Ленина (высшая государственная награда СССР)
- Орден Трудового Красного Знамени
- Орден «Знак Почёта»
- Медаль «За доблестный труд в Великой Отечественной войне 1941—1945 гг.»
- Медаль «В ознаменование 100-летия со дня рождения Владимира Ильича Ленина»
- Медаль «Ветеран труда»
- Юбилейная медаль «50 лет Вооружённых Сил СССР»
- Награждён Почётной грамотой Верховного Совета Казахской ССР